# KDE System Guard
KDE System Guard, também conhecido como KSysGuard, é o gerenciador de tarefas e o monitor de desempenho para a plataforma KDE em sistemas semelhantes ao Unix. Ele pode monitorar hosts locais e remotos, realizado através da execução do ksysguardd no host remoto, e tendo a GUI (ksysguard) conectada à instância remota. Ele pode recuperar valores simples ou dados complexos, como tabelas, e exibir essas informações em uma variedade de exibições gráficas. As exibições podem então ser organizadas em planilhas de trabalho. Ele também fornece uma tabela de processos detalhada semelhante ao do top.
O KDE System Guard é uma reescrita do gerenciador de tarefas do KDE 1.x, o KTop.